# Franz Abbé
Max Robert Franz Abbé (Nauen, 28 novembre 1874 – Berlino, 12 gennaio 1936) è stato un ginnasta tedesco.
Partecipò ai Giochi della II Olimpiade che si svolsero a Parigi nel 1900. Prese parte all'unica gara di ginnastica in programma, in cui giunse settantasettesimo.